# 技术区域
技术区域是指设在足球场边供技术人员和替补队员所使用的有座位的区域。技术区域大小和位置可根据体育场的具体情况而定，但是一般规定为从替补席两侧向外1米及向前延伸至距边线1米的区域。在比赛时，教练员和其他官员必须待在替补席的指定位置，并只允许1人在技术区域进行战术指挥。